# Dystovomita paniculata
Dystovomita paniculata là một loài thực vật có hoa trong họ Bứa. Loài này được (J.D.Sm.) Hammel mô tả khoa học đầu tiên năm 1989.